# Delahaye 4 1/2-6HP
La 4 1/2-6HP era un'autovettura di fascia alta prodotta dal 1898 al 1901 dalla Casa automobilistica francese Delahaye.

## Profilo
Presentata nel 1898, era chiamata a raccogliere il testimone della Type 1. Era  equipaggiata da un bicilindrico da 2.2 litri in grado di erogare una potenza massima compresa tra i 4.5 ed i 6 CV, da cui il nome della vettura.

Fu prodotta fino al 1901 e fu sostituita dalla più innovativa Type 10B.